# 露丝·切普恩杰蒂奇
露丝·切普恩杰蒂奇（Ruth Chepng'etich，1994年8月8日—）生于裂谷省，是一名肯尼亚女子田径运动员，主攻长距离赛跑。她在小学时开始练习田径，进入高中后，她开始主攻5000米赛跑以及3000米障碍跑，完成学业后，她开始练习半程马拉松，2017年，她开始参加全程马拉松比赛。她自从开始练习田径以来，长期没有接受过教练的指导。2019年9月，她在世界田径锦标赛上获得女子马拉松冠军。2021年4月4日，她在伊斯坦布尔半程马拉松赛上以1小时4分2秒的成绩打破半程马拉松世界纪录。2024年10月13日露丝·切普恩杰蒂奇以2小时9分56秒的成绩夺得芝加哥马拉松冠军，并以两分钟之差打破了當時的女子马拉松世界纪录。